# Mistrovství světa v biatlonu 1958
1. mistrovství světa v biatlonu se konalo 1. a 2. března 1958 v rakouském městě Saalfelden.

## Program
Na programu mistrovství byly dvě mužské disciplíny – vytrvalostní závod na 20 km a štafeta. Výsledky štafetového závodu však byly pouhým součtem časů čtyř závodníků dané země. Penalizací za netrefený terč ve vytrvalostním závodě bylo přičtení dvou trestných minut.
| Den | Datum     | Disciplína         | Začátek | Počet závodníků |
| --- | --------- | ------------------ | ------- | --------------- |
| Ne  | 2. března | Vytrvalostní závod | 10:30   | 28              |
| Ne  | 2. března | Štafeta            | 10:30   | 5               |

## Medailisté

### Muži
| Disciplína                         | Zlato                                                           | Výkon   | Stříbro                                                                      | Výkon   | Bronz                                                     | Výkon   |
| Vytrvalostní závod (20 km) detaily | Adolf Wiklund                                                   | 1:33,44 | Olle Gunneriusson                                                            | 1:34,13 | Viktor Butakov                                            | 1:34,46 |
| Štafeta (4×20 km)                  | ŠvédskoAdolf Wiklund Olle Gunneriusson Sture Ohlin Sven Nilsson | 6:23,58 | Sovětský svazViktor Butakov Valentin Pšenicyn Dmitrij Sokolov Alexandr Gubin | 6:35,3  | NorskoArvid Nyberg Asbjørn Bakken Knut Wold Rolf Graterud | 7:23,58 |

## Medailové pořadí

### Medailové pořadí zemí
| Pořadí | Země          | Zlato | Stříbro | Bronz | Celkově |
| ------ | ------------- | ----- | ------- | ----- | ------- |
| 1.     | Švédsko       | 2     | 1       | 0     | 3       |
| 2.     | Sovětský svaz | 0     | 1       | 1     | 2       |
| 3.     | Norsko        | 0     | 0       | 1     | 1       |
|        | Celkem        | 2     | 2       | 2     | 6       |